# Milhars
Milhars é uma comuna francesa na região administrativa de Occitânia, no departamento de Tarn. Estende-se por uma área de 16,28 km². Em 2010 a comuna tinha 247 habitantes (densidade: 15,2 hab./km²).